# Championnat d'Italie de rugby à XV 1947-1948
Navigation
Serie A 1946-1947 Serie A 1948-1949
Le Championnat d'Italie de rugby à XV 1947-1948 oppose les dix meilleures équipes italiennes de rugby à XV. Le championnat débute en 1947 et se termine en 1948. Le tournoi se déroule sous la forme d'un championnat unique en matchs aller-retour.
Le Rugby Rome remporte le titre pour la 3e fois et Genova est relégué en Série B.

## Équipes participantes
Les dix équipes sont les suivantes :
| - Ginnastica Torino - Rugby Parme - Amatori Milan - Genova - Rugby Milano | - Rugby Rovigo - Bologne - Rugby Rome - Giovinezza Trieste - Napoli |

## Résultats
| Rang | Club                  | J  | V  | N | D  | Pm  | Pe  | Diff | Pts |
| ---- | --------------------- | -- | -- | - | -- | --- | --- | ---- | --- |
| 1    | Rugby Rome            | 18 | 15 | 1 | 2  | 167 | 64  | +103 | 31  |
| 2    | Rugby Rovigo          | 18 | 13 | 0 | 5  | 170 | 62  | +108 | 26  |
| 3    | Amatori Rugby Milan   | 18 | 12 | 1 | 5  | 244 | 76  | +168 | 25  |
| 4    | Rugby Parma           | 18 | 10 | 2 | 6  | 119 | 108 | +11  | 22  |
| 5    | Rugby Milano          | 18 | 9  | 2 | 7  | 104 | 104 | 0    | 20  |
| 6    | Ginnastica Torino (T) | 18 | 7  | 1 | 10 | 98  | 83  | +15  | 15  |
| 7    | Giovinezza Trieste    | 18 | 5  | 3 | 10 | 113 | 170 | -57  | 12¹ |
| 8    | Napoli (P)            | 18 | 5  | 2 | 11 | 80  | 216 | -136 | 11¹ |
| 9    | Rugby Bologne         | 18 | 4  | 2 | 12 | 81  | 151 | -70  | 8¹  |
| 10   | Genova                | 18 | 3  | 0 | 15 | 81  | 223 | -142 | 6   |

¹Giovinezza et Napoli sont pénalisés d'un point et Bologne de 2 points.
|  | Vainqueur (no 1)                          |
|  | Relégué (no 10)                           |
|  | T : tenant du titre 1947 • P : promu 1947 |

Attribution des points :  victoire : 2, match nul : 1, défaite : 0.

## Vainqueur
| Entraîneur |                        |                                             |
| Avants     | Pilier                 | De Fazi, Gargiullo, Nostini, Umb. Silvestri |
| Avants     | Talonneur              | Foschi, Volpe                               |
| Avants     | Deuxième ligne         | Giuliani, Morbidi, Picardi, Raffo           |
| Avants     | Troisième ligne aile   | Bitetti, Zaccaria, Zampieri                 |
| Avants     | Troisième ligne centre | Barilari, Martini                           |
| Arrières   | Demi de mêlée          | P. Gabrielli I                              |
| Arrières   | Demi d'ouverture       | Lais, Silvano Tartaglini, Veccia            |
| Arrières   | Centre                 | Cambise, Cherubini, Scialoja                |
| Arrières   | Ailier                 | Costa, Rossini, Paolo Rosi                  |
| Arrières   | Arrière                | Farinelli, Marini                           |